# Dicksonia lanata
Dicksonia lanata är en ormbunkeart som beskrevs av Col. Dicksonia lanata ingår i släktet Dicksonia och familjen Dicksoniaceae. Inga underarter finns listade.